# Tham Ongbah
Tham Ongbah (Thai: ถ้ำองบา), Ongbah-Höhle, ist ein archäologischer Fundplatz im Westen Zentralthailands am Oberlauf des Flusses Khwae Yai im Landkreis (Amphoe) Si Sawat in der Provinz Kanchanaburi.

## Lage und Grabungsgeschichte
Die Ongbah-Höhle liegt nahe einer Bleimine; das Blei wurde zusammen mit Kupfer legiert, was einen einfacheren Guss ermöglicht. Das Gelände wurde von Schatzsuchern geplündert.

## Funde
Die 98 Meter lange Höhle barg etwa 90 Holzsärge in Form von Booten. Die Schichten waren durch Plünderungen durcheinander gekommen. Die Särge waren aus Hartholz gefertigt und an jedem Ende mit Vogelköpfen verziert. Die Deckel bestanden ebenfalls aus Hartholz und wurden über Nuten und Zapfen mit dem Sarg verbunden. Die Radiokohlenstoffdatierung des Holzes weist auf eine Zeit zwischen 403 v. Chr. und 25 n. Chr. hin.
Per Sørensen, der Leiter einer thailändisch-dänischen Expedition, die in der Ongbah-Höhle 1960–62 und 1965–66 Ausgrabungen durchführte, konnte des Weiteren eine Gruppe von vier Bronzetrommeln sichern, die sich paarweise innerhalb oder neben den Särgen befanden und wahrscheinlich als Beigaben dienten. Zwei weitere Trommeln waren zuvor in den Besitz der Regionalverwaltung gelangt. Die größte dieser Trommeln ist 60 cm hoch und 70 cm im Durchmesser. Derartige Trommeln wurden zuerst in Vietnam bei Dong Son gefunden und danach benannt. Einer der ersten chinesischen Berichte zu Südostasien aus der Zeit der Sui-Dynastie beschreibt die Jahre 586 bis 617 und sagt: „Die verschiedenen Lao-Stämme fertigen Bronzetrommeln ... vor dem Kampf ruft der Anführer die Krieger zusammen, indem er die Trommel schlägt.“ Sie sind mit der Methode der Verlorenen Form gegossen, was eine hoch entwickelte Technik voraussetzt, und wurden wahrscheinlich von auswärts erworben. Die bildlichen Ausschmückungen weisen darauf hin, dass es hier während der Eisenzeit eine aristokratische Oberschicht gegeben haben muss, die solche prestigefördernden Artefakte erwerben konnte und für das jenseitige Leben in ihre Gräber mitbekam. Als Erklärung kann der Handel stromauf und stromab dienen, der auch aufgrund der nahen Erzminen wahrscheinlich ist.
Sørensen fand auch eine Gruppe von fünf Gräbern, die den Grabräubern entgangen war und von denen keines in einem Bootsarg lag. Ein Grab enthielt fünf Tote, deren Köpfe nach Osten ausgerichtet waren, während drei andere in Richtung Nordosten wiesen. Beigegeben waren Eisenhacken, Messer, eine Speerklinge, Pfeilspitzen und Sicheln. Diese Gruppe bestand aus einfacheren Gräbern als die der ersten. Die Gesellschaft von Ongbah bestand also aus einer Elite und einer Schicht von Gemeinen.